# Zygmunt Sidorowicz
Zygmunt Sidorowicz (ur. 1846 we Lwowie, zm. 1881 w Wiedniu) – polski malarz, pejzażysta, tworzył również portrety, sceny rodzajowe, kopie dzieł dawnych mistrzów i rysunki do czasopism.
Po studiach politechnicznych we Lwowie, wyjechał dzięki stypendium na studia do Akademii wiedeńskiej w latach 1864–1867. Wróciwszy do Lwowa zorganizował wystawę swoich prac. Na dalsze studia wyjechał w 1873 do Monachium. Tam należał do kręgu malarzy związanych z Józefem Brandtem, dzielił pracownię z Aleksandrem Kotsisem i Walerym Brochockim. W 1878 osiadł w Wiedniu.
Znany głównie z pejzaży, przedstawiających skromne motywy, często zaniedbanej wsi polskiej, oddające nastrój różnych pór dnia – według słów malarza Henryka Piątkowskiego więcej z odczucia natury, niż ze studiów.